# Ouara (Benin)
Ouara è un arrondissement del Benin situato nella città di Gogounou con 11 428 abitanti (dato 2006).